# Chris Pine
Chris Pine, ameriški filmski in televizijski igralec, * 26. avgust 1980, Los Angeles, Kalifornija, Združene države Amerike.